# 281 a.C.

## Eventos
- Lúcio Emílio Bárbula e Quinto Márcio Filipo, cônsules romanos.